# Hans Bay
Hans Bay (ur. 22 czerwca 1913  – zm. 30 października 2009) – niemiecki polityk należący do Socjaldemokratycznej Partii Niemiec (SPD). 
Od 20 grudnia 1960 do 1961 roku był deputowanym do Bundestagu z ramienia SPD, zastępując zmarłego Friedricha Maiera. Wybrany ponownie na kadencję w latach 1969 – 1972.